# История Газы
Газа — один из древнейших городов мира, основанный около 3000 года до н. э.

## Древняя история
Город Газа упоминается в египетских источниках начиная с XV века до н. э. (анналы 22 года правления Тутмоса III). В XII веке до н. э. город был захвачен филистимлянами и наряду с Ашкелоном, Ашдодом, Екроном и Гефом образовал Пятиградье. Здесь располагался языческий храм Дагона.
С Газой связаны легенды о Самсоне (Суд. 16:1).
Во время ассирийских завоеваний Газа подвергалась частым нашествиям. Царь её, Ганнуну, упоминается в клинописных надписях. Другой царь, Циллибел, во время войны Синахериба с Езекией не принимал участия в коалиции сирийских царьков и получил от Синахериба часть отнятых у Езекии земель. Во время падения Ассирии фараон Нехао овладел было на короткое время Газой (608 год до н. э.), но Навуходоносор II покорил всю Сирию, и под вавилонским владычеством Газа была ещё во времена Набонида. После падения Вавилона Газа сделалась на время самостоятельной, и даже осмелилась оказать сопротивление Камбизу на пути его в Египет. В это время (525 год до н. э) Газа была населена семитскими племенами набатейцев, которых упоминают древние историки Диодор Сицилийский и Геродот. При Дарии она пользовалась внутренним самоуправлением. В это время замечается усиление контактов с греками; однако филистимлянская самобытность и исключительность долго ещё не уступали эллинизму.

## Античность
Александр Великий в ноябре 333 года до н. э. встретил здесь почти такое же упорное сопротивление, как и в Тире; на осаду Газы ему пришлось потратить около 2 месяцев, причём он разрушил её стены и истребил значительную часть городского населения.
Во время эпохи диадохов Газа подвергалась частым опустошениям. В 312 году до н. э. она была местом поражения Птоломеем Димитрия Полиоркета. Тогда Птоломей не мог удержать её за собой, но вновь занял её после сражения при Ипсе. Под египетским владычеством она оставалась до конца III века, когда ею овладел (203 год до н. э.) Антиох III Великий. Под владычеством Селевкидов эллинизация Газы сделала быстрые успехи и превратила её в оплот эллинизма против возродившегося при Маккавеях иудейства. В 104 году до н. э. она обращалась за помощью против иудеев к Птоломею VIII Латуру, но он не успел спасти её, и она попала в руки Александра Янная.
Помпей (63 год до н. э.) освободил Газу, но при Ироде она опять попала в вассальные отношения к Иудее и сделалась свободной лишь после смерти Ирода. К началу нашей эры основным населением Газы стали уже греки. В 66 г. н. э. её сожгли восставшие иудеи. От II и III веков сохранилось много городских медных монет, частью автономных (с легендой Γάήα δήμον Γαζαίων), частью императорских. Существование первых указывает на привилегированное положение Газы.
Вследствие реформ Диоклетиана и Константина I Великого Газа была причислена к провинции Палестина I. Все писатели этого времени называют Газу значительным и богатым городом.

## Раннехристианский и византийский период
Христианство появилось здесь очень рано вследствие проповеди апостола Филиппа (Деян. VIII, 39). Апостол Филимон был первым епископом Газы. Но вообще христианство долго не пускало здесь глубоких корней. Константин отделил от языческой Газы Маюму, где было много христиан, и назвал её Констанцией; но при Юлиане она снова была подчинена Газе.
В 328 году ученик Антония Великого Иларион основывает в Газе монашескую обитель, которая весьма успешно проповедовала христианство среди местного населения. Это способствует тому, что в Газе учреждается пост епископа. Из газских епископов наибольшую известность получил Порфирий Газский, успешно боровшийся с языческими культами города. При нём в Газе было разрушено знаменитое на всю Римскую империю святилище бога Марны.
Позже Газа сделалась центром умственной жизни и литературной деятельности; здесь стали процветать риторика, философия и поэзия с христианским направлением. Газская школа риторики выставила немало риторов (Эней, Зосим Аскалонский, Прокопий Газский, Хорикий), философов, стремившихся сблизить учение Платона с христианством, и поэтов, писавших подражания Анакреонту, трагедии и монодии (Тимофей, Иоанн, Георгий).

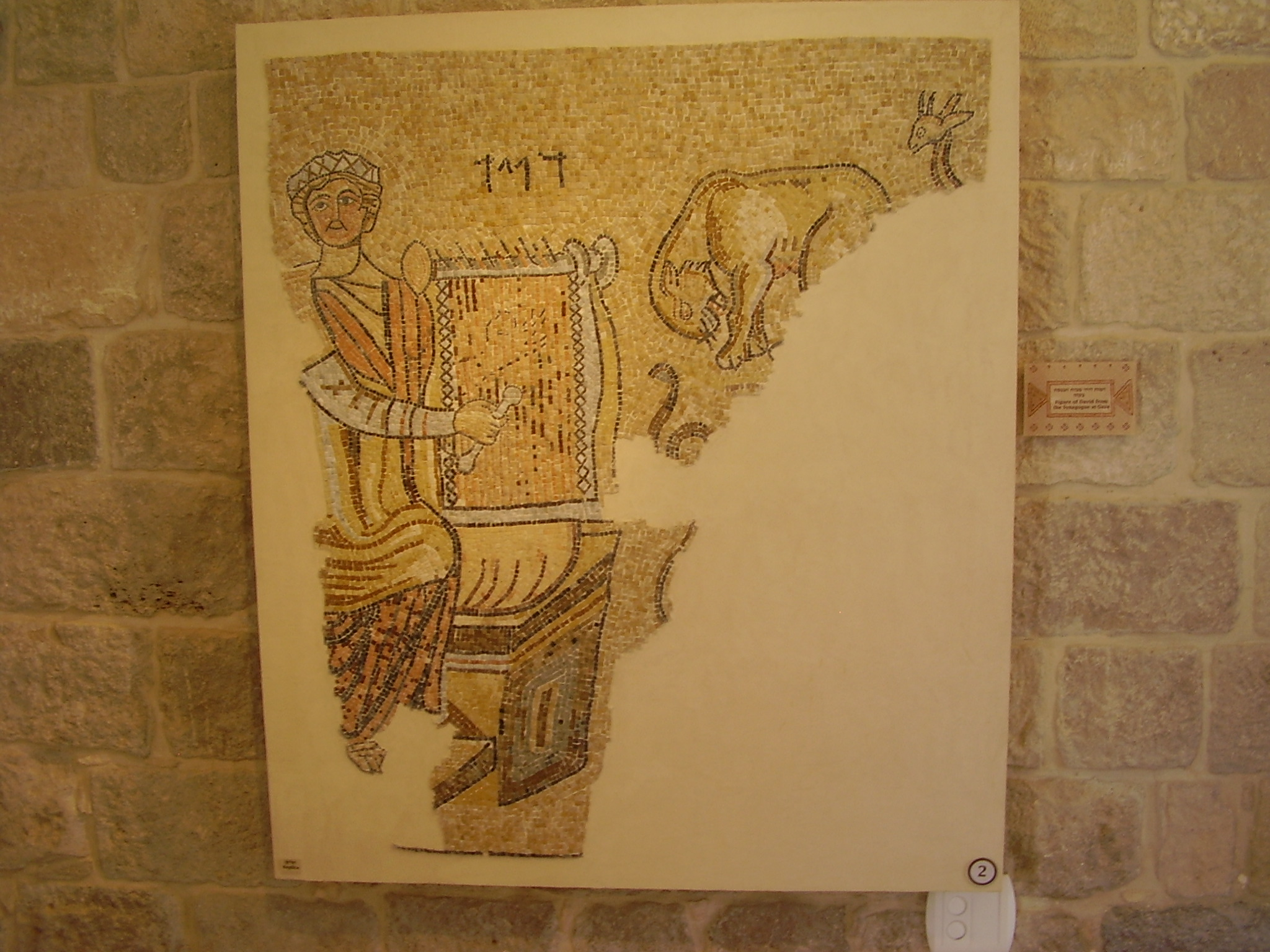
Синагогальная мозаика царя Давида

В 508 году в Газе была построена большая пятиэтажная синагога. В Газе процветали и другие искусства; она была пограничным пунктом и оплотом культурного мира. Но это пограничное положение у самой пустыни стало для неё роковым.

## Начало арабского владычества
Арабы не раз покушались овладеть ею; персам при Хозрое II это на время удалось, а в 634 году она окончательно попала в руки арабов. В VII—IX веках город входил в Арабский халифат, в IX—XI веках находился под властью египетских династий Тулунидов, Ихшидидов, Фатимидов.

## Эпоха крестоносцев
В 1150 году Газа становится владением тамплиеров, которые действуют по воле короля Балдуина III. Причём в Газе с этого момента возводится замок Гадр. В этот период Газа имела третье по величине еврейское население в Палестине после Иерусалима и Цфата вплоть до середины османского правления. В начале семнадцатого века, главным раввином Газы был рабби Исраэль бен Моше Наджара, поэт и знаток Торы. Во многих городах Израиля сегодня есть улицы, которые носят его имя. Перу раби Наджары принадлежит гимн «Йа рибон» — его поют за субботней трапезой во всех общинах Израиля. Раби Исраэль бен Моше Наджара умер в 1625 году и похоронен в Газе. Преемником на посту главного раввина Газы стал его сын. Один из представителей еврейской общины Газы Натан из Газы был известен как приверженец и «пророк» Шабтая Цви. Руины еврейской синагоги существуют в Газе до сих пор.

## Османское господство
В 1517 году Газа была завоёвана турками-османами под предводительством султана Селима I. В течение 400 лет она оставалась частью огромной Османской империи, охватывавшей значительную часть юго-восточной Европы, всю Малую Азию и Ближний Восток, Египет и Северную Африку.
В 1799 году Газа была захвачена Наполеоном во время его Египетского похода.
В 1832 году территория Газы была завоёвана Ибрагим-пашой, сыном и военачальником вице-короля Египта Мухаммеда Али. Газа стала частью единой провинции Палестины, северная граница которой достигала Сидона. Египтяне, правившие страной 8 лет (1832—1840), провели некоторые реформы по европейскому образцу, что вызвало сопротивление арабов и восстания в большинстве городов страны, которые были подавлены силой. В период египетского господства проводились широкие исследования в области библейской географии и археологии. В 1841 году Газа вернулась под непосредственный контроль Турции и оставалась под её контролем вплоть до поражения в Первой мировой войне в 1917 году.

## Британское господство
7 ноября 1917 года произошла Битва за Газу, в ходе которой британская армия (генерал Эдмунд Алленби) разгромила турок и изгнала их с территории Палестины. Газа была включена в подмандатную Палестину. До британского мандата открытых вооружённых столкновений между еврейским и исламским населением Палестины не наблюдалось.
В 1929 году евреи, проживавшие в Газе, были вынуждены покинуть город в результате арабских волнений. В ходе погромов по всей Палестине было убито 135 евреев. С целью умиротворения арабов, англичане уступили их давлению и запретили евреям селиться в городе, в котором веками существовала еврейская община.

## Современная история
По решению Генеральной Ассамблеи ООН 29 ноября 1947 года сектор Газа был включён в территорию будущего арабского государства. После Арабо-израильской войны 1948—1949 годов был оккупирован Арабской Республикой Египет.
Сектор Газа перешёл под контроль Израиля 7 июня 1967 года в ходе Шестидневной войны. С 1994 года находится под управлением Палестинской автономии, созданной в результате Соглашений в Осло между Израилем и Организацией освобождения Палестины (ООП) в 1993 году. В 2005 году в Секторе проживало 9000 еврейских поселенцев и до 1 000 000 палестинцев.
С 2001 года, после начала интифады Аль-Аксы, из сектора Газа вёлся практически ежедневный обстрел южных городов Израиля (в основном — Сдерот и Ашкелон) самодельными ракетами «Кассам».
15 августа 2005 года в рамках плана одностороннего размежевания израильское правительство начало принудительную эвакуацию жителей Газы — граждан Израиля (8500 человек) и вывод израильских войск из сектора. К 22 августа сектор Газа покинули все постоянно проживавшие там израильтяне. 12 сентября был выведен последний израильский солдат, что завершило 38-летнее израильское присутствие в секторе Газа. Тем не менее Израиль продолжил контроль за территориальными водами Газы и её воздушным пространством. Израиль объясняет это продолжающимися обстрелами своих городов и посёлков и попытками террористических группировок провезти на территорию сектора оружие и боеприпасы и компоненты для изготовления ракет и взрывчатых материалов.
В январе 2006 года выборы в законодательное собрание ПНА выиграло движение ХАМАС, декларацией и руководителями которого декларировались уничтожение Израиля и создание независимого исламского теократического палестинского государства на территории бывшей подмандатной Палестины, существовавшей до образования Израиля в 1948 году, и признанное террористической организацией в ряде стран.
После прихода к власти ХАМАС предложил Израилю продление соглашения о перемирии сроком на один год, но объявил, что отказывается признавать часть последних соглашений между ФАТХ / ПНА и Израилем. Как следствие этого, США, Израиль и ЕС прекратили оказывать помощь правительству ХАМАСа. США и Израиль попытались ослабить власть ХАМАСа.
В 2006 году разгорелась борьба за контроль над Газой между группировками ФАТХ и Хамас, в результате которой власть над сектором перешла к Хамас. В результате ряд государств, ранее финансировавших автономию, начали экономические санкции, а Израиль и Египет блокировали город. Бойкот и блокада привела к тяжёлым последствиям для экономики и населения города, но обстрелы территории Израиля из сектора Газа не прекращались.
В январе 2009 года Израиль провёл операцию «Литой свинец», целью которой было прекращение обстрелов. При этом ряд государств обвинил Израиль в чрезмерном употреблении силы. В результате операции обстрелы Израиля были сведены к минимуму, однако при этом было убито около 1400 палестинцев, тысячи домов, фабрик и общественных зданий были разрушены, что ещё более усугубило последствия продолжающейся блокады.
Комиссия Совета ООН по правам человека под руководством Ричарда Голдстоуна обвинила Израиль и ХАМАС в совершении военных преступлений в ходе операции. Президент Израиля и лауреат Нобелевской премии мира, Шимон Перес назвал выводы этой комиссии «насмешкой над историей», а сам Р. Голдстоун в 2011 году дезавуировал свои обвинения.
В ноябре 2012 года, после усиления ракетных обстрелов своей территории из сектора, Израиль провёл операцию «Облачный столп».